# Deniss Kačanovs
Deniss Kačanovs, né le 27 novembre 1979 à Riga en Lettonie, est un footballeur international letton, qui évolue au poste de défenseur.

## Biographie

### Carrière de joueur
Deniss Kačanovs dispute 16 matchs en Ligue des champions, pour deux buts inscrits, et 8 matchs en Ligue Europa,. 

### Carrière internationale
Deniss Kačanovs compte 29 sélections avec l'équipe de Lettonie entre 2006 et 2011. 
Il est convoqué pour la première fois par le sélectionneur national Jurijs Andrejevs pour un match amical contre le Luxembourg le 6 septembre 2006 (0-0). Il reçoit sa dernière sélection le 26 mars 2011 contre Israël (défaite 2-1).

## Palmarès

### En club
- Avec le FK Ventspils
  - Champion de Lettonie en 2006, 2007 et 2008
  - Vainqueur de la Coupe de Lettonie en 2003, 2004, 2005 et 2007

### En sélection
- Vainqueur de la Coupe baltique en 2008